# Мигел-Перейра
Мигел-Перейра (порт. Miguel Pereira) — муниципалитет в Бразилии, входит в штат Рио-де-Жанейро. Составная часть мезорегиона Агломерация Рио-де-Жанейро. Входит в экономико-статистический микрорегион Васорас. Население составляет 24 585 человек на 2007 год. Занимает площадь 287,356 км². Плотность населения — 85,6 чел./км².

## История
Город основан 25 октября 1955 года.

## Статистика
- Валовой внутренний продукт на 2005 год составляет 200 400 тысяч реалов (данные: Бразильский институт географии и статистики).
- Валовой внутренний продукт на душу населения на 2005 год составляет 7507,00 реалов (данные: Бразильский институт географии и статистики).
- Индекс развития человеческого потенциала на 2000 год составляет 0,777 (данные: Программа развития ООН).

## География
Климат местности: горный тропический. В соответствии с классификацией Кёппена, климат относится к категории Cwa.